# Federazione di rugby a 15 del Kosovo
Kosovo Rugby Federation (in albanese Federata e Ragbit të Kosovës; in serbo Рагби савез Косова?, Ragbi savez Kosova) è l'organismo di governo del rugby a 15 del Kosovo; tra le più giovani federazioni esistenti (è nata nel 2018), fa parte di Rugby Europe dal dicembre 2021 ma ancora non è affiliata a World Rugby.
La sua sede è Pristina e dal 2021 è presieduta da Ndrec Musolli.

## Storia
La federazione kosovara di rugby nacque a settembre 2020 sotto l'impulso di alcune giocatrici e dirigenti del Lynx RFC, unico club di rugby a 15 femminile in tutto il Paese, che negoziarono con il locale comitato olimpico l'istituzione di un organismo di governo della disciplina.
La neonata federazione ottenne subito l'affiliazione al comitato olimpico, e il passo successivo fu quello di ottenere i requisiti per l'ammissione quale membro di Rugby Europe; la prima uscita ufficiale di una formazione rugbistica kosovara fu un torneo a VII femminile in Bulgaria a inizio 2019.
Nel 2020, dopo un periodo in cui l'attività sportiva fu interrotta a causa delle restrizioni imposte per contrastare la pandemia di COVID-19, fu eletta presidente la giovane giocatrice ventisettenne Afërdita Bytyçi, cui spettò il compito di sottoporre a Rugby Europe l'istanza di affiliazione, che fu accolta il 3 febbraio 2021 nel corso della sua 103ª assemblea generale, facendo diventare il Kosovo il 47º membro effettivo della confederazione continentale.
Da marzo 2021 il presidente è l'ex giocatore Ndrec Musolli, avvicendatosi ad Afërdita Bytyçi, rimasta nel consiglio federale.